# Vodovodni stolp Kranj
Vodovodni stolp v Kranju je vodni stolp, ki stoji na križišču Oldhamske ceste in Ceste Kokrškega odreda blizu mostu čez Kokro. Predstavlja znamenitost severnega dela Kranja in je zavoljo svojega zgodovinskega in tehniškega pomena razglašen za kulturni spomenik lokalnega pomena. Kljub zgodovinskemu statusu in starosti več kot sto let je še vedno v uporabi ter priključen v javno vodovodno omrežje Kranja.
34 m visok stolp s premerom pri dnu 5 m je okrogle oblike, na vrhu pa ima osemkotni rezervoar s kapaciteto 250 kubičnih metrov vode. Pod njim je na višini 26 m opazovalna ploščad, do katere vodi polžasto stopnišče s 153 stopnicami v notranjosti.
Načrte za stolp je leta 1898 po naročilu Kranjskega deželnega zbora izdelal češki inženir in stavbenik Jan Vladimír Hráský, zgradilo pa ga je dunajsko podjetje Janesch und Schnell med letoma 1909 in 1911. Zagotavljal je pritisk za porabnike v Kranju in okolici, zdaj pa zagotavlja pritisk za okoliške hiše in služi kot razbremenilnik za izenačevanje pritiska v sistemu. Leta 1959, ob 40. obletnici KP Jugoslavije, so nanj namestili spominsko ploščo mladinskim delovnim brigadam, ki so zgradile vodovod od Bašlja.
V noči na 17. julij 2004 je zaradi prevelike količine vode ta stekla v prostor med rezervoarjem in zunanjo betonsko steno, ki jo je zaradi pritiska razneslo, kar je povzročilo precejšnjo gmotno škodo na stolpu in okolici. Po obnovi konec leta 2005 je dostop do razgledne ploščadi en dan na leto odprt za javnost. Predvidoma naj bi ostal stolp v uporabi do začetka obratovanja novega magistralnega vodovoda iz Bašlja.
Po njem ima ime tudi KS Vodovodni stolp v Kranju.